# Ixchiguán
Ixchiguán es un municipio del departamento de San Marcos de la República de Guatemala y se encuentra en el suroeste del país. Contaba con 23,828 habitantes según el censo de 2018.
Durante la época colonial fue parte de la doctrina mercedaria del convento de Tejutla.
Luego de la Independencia de Centroamérica en 1821, Ixchiguán fue parte del departamento Quezaltenango/Soconusco, y en 1838 pasó al Estado de Los Altos, el cual fue aprobado por el Congreso de la República Federal de Centro América en ese mismo año. En el nuevo estado hubo constantes revueltas campesinas y tensión con Guatemala, hasta que las hostilidades estallaron en 1840, y el general conservador mestizo Rafael Carrera recuperó la región para Guatemala.
Desde el siglo xx ha mantenido conflictos territoriales con el vecino municipio de Tajumulco, los cuales se han visto agravados por la proliferación de tráfico de drogas, mercancías y personas hacia los municipios fronterizos con la República de México en décadas recientes.  El 11 de mayo de 2017 el gobierno guatemalteco decretó el estado de sitio durante treinta días en el municipio debido a los fuertes enfrentamientos con los habitantes de Tajumulco, el secuestro de diecisiete agentes de la Policía Nacional Civil y el descubrimiento de armamento de alto poder y de infraestructura de hormigón que incluía paredes reforzadas y túneles para sobrevivir bombardeos.  Las autoridades guatemaltecas informaron que más que un enfrentamiento de tipo territorial, se trata en realidad de un enfrentamiento entre carteles de narcotraficantes mexicanos que quieren apropiarse del territorio para cultivar amapola.  Tras el estado de sitio se definieron los límites con Tajumulco.

## Geografía física

### Clima
La cabecera municipal de Ixchiguán tiene clima subalpino subhúmedo (Köppen: Cwc), similar al clima del zacatonal. Aunque sus precipitaciones sobrepasan los 1500 mm anuales, buena parte de estas en la temporada de lluvias caen en forma de granizo. Sin embargo, en la temporada seca, por los frentes fríos, ocurren heladas, e inclusive, pueden formarse nevadas; principalmente, esta localidad es la de más alta elevación a nivel del mar en Guatemala y Centroamérica.
| Parámetros climáticos promedio de Ixchiguán | Parámetros climáticos promedio de Ixchiguán | Parámetros climáticos promedio de Ixchiguán | Parámetros climáticos promedio de Ixchiguán | Parámetros climáticos promedio de Ixchiguán | Parámetros climáticos promedio de Ixchiguán | Parámetros climáticos promedio de Ixchiguán | Parámetros climáticos promedio de Ixchiguán | Parámetros climáticos promedio de Ixchiguán | Parámetros climáticos promedio de Ixchiguán | Parámetros climáticos promedio de Ixchiguán | Parámetros climáticos promedio de Ixchiguán | Parámetros climáticos promedio de Ixchiguán | Parámetros climáticos promedio de Ixchiguán |
| Mes                                         | Ene.                                        | Feb.                                        | Mar.                                        | Abr.                                        | May.                                        | Jun.                                        | Jul.                                        | Ago.                                        | Sep.                                        | Oct.                                        | Nov.                                        | Dic.                                        | Anual                                       |
| ------------------------------------------- | ------------------------------------------- | ------------------------------------------- | ------------------------------------------- | ------------------------------------------- | ------------------------------------------- | ------------------------------------------- | ------------------------------------------- | ------------------------------------------- | ------------------------------------------- | ------------------------------------------- | ------------------------------------------- | ------------------------------------------- | ------------------------------------------- |
| Temp. máx. media (°C)                       | 14.7                                        | 14.8                                        | 16.4                                        | 16.8                                        | 15.8                                        | 15.0                                        | 14.8                                        | 15.2                                        | 14.7                                        | 14.3                                        | 14.8                                        | 15.0                                        | 15.2                                        |
| Temp. media (°C)                            | 7.7                                         | 7.6                                         | 9.1                                         | 10.0                                        | 10.3                                        | 10.3                                        | 10.1                                        | 9.9                                         | 10.1                                        | 9.6                                         | 8.9                                         | 8.6                                         | 9.4                                         |
| Temp. mín. media (°C)                       | 0.7                                         | 0.5                                         | 1.8                                         | 3.2                                         | 4.9                                         | 5.7                                         | 5.5                                         | 4.7                                         | 5.6                                         | 4.9                                         | 3.0                                         | 2.2                                         | 3.6                                         |
| Precipitación total (mm)                    | 15                                          | 11                                          | 25                                          | 70                                          | 180                                         | 271                                         | 193                                         | 224                                         | 290                                         | 183                                         | 42                                          | 18                                          | 1522                                        |
| Fuente: Climate-Data.org                    |                                             |                                             |                                             |                                             |                                             |                                             |                                             |                                             |                                             |                                             |                                             |                                             |                                             |

### Ubicación geográfica
Ixchiguán está rodeado por municipios del departamento de San Marcos:
- Norte: Tacaná, San José Ojetenam y Tejutla
- Oeste: Sibinal
- Sur: Tajumulco
- Norte, noreste, este y sureste: Tejutla[10]

|                | Norte: Tacaná San José Ojetenam Tejutla | Nordeste: Tejutla |
| Oeste: Sibinal |                                         | Este: Tejutla     |
|                | Sur: Tajumulco                          | Sureste: Tejutla  |

## Gobierno municipal
Los municipios se encuentran regulados en diversas leyes de la República, que establecen su forma de organización, lo relativo a la conformación de sus órganos administrativos y los tributos destinados para los mismos.  Aunque se trata de entidades autónomas, se encuentran sujetos a la legislación nacional y las principales leyes que los rigen desde 1985 son:
| N.º | Ley                                                | Descripción |
| --- | -------------------------------------------------- | --- |
| 1   | Constitución Política de la República de Guatemala | Tiene una regulación legal específica para los municipios en los artículos 253 al 262. |
| 2   | Ley Electoral y de Partidos Políticos              | Ley de carácter constitucional aplicable a los municipios en el tema de la conformación de sus autoridades electas. |
| 3   | Código Municipal                                   | Decreto 12-2002 del Congreso de la República de Guatemala. Tiene la categoría de ley ordinaria y contiene preceptos generales aplicables a todos los municipios, e inclusive contiene legislación referente a la creación de los municipios.             |
| 4   | Ley de Servicio Municipal                          | Decreto 1-87 del Congreso de la República de Guatemala. Regula las relaciones entra la municipalidad y los servidores públicos en materia laboral. Tiene su base constitucional en el artículo 262 de la constitución que ordena la emisión de la misma. |
| 5   | Ley General de Descentralización                   | Decreto 14-2002 del Congreso de la República de Guatemala. Regula el deber constitucional del Estado, y por ende del municipio, de promover y aplicar la descentralización y desconcentración económica y administrativa.                                |

El gobierno de los municipios está a cargo de un Concejo Municipal mientras que el código municipal —ley ordinaria que contiene disposiciones que se aplican a todos los municipios— establece que «el concejo municipal es el órgano colegiado superior de deliberación y de decisión de los asuntos municipales […] y tiene su sede en la circunscripción de la cabecera municipal»; el artículo 33 del mencionado código establece que «[le] corresponde con exclusividad al concejo municipal el ejercicio del gobierno del municipio».
El concejo municipal se integra con el alcalde, los síndicos y concejales, electos directamente por sufragio universal y secreto para un período de cuatro años, pudiendo ser reelectos.
Existen también las Alcaldías Auxiliares, los Comités Comunitarios de Desarrollo (COCODE), el Comité Municipal del Desarrollo (COMUDE), las asociaciones culturales y las comisiones de trabajo. Los alcaldes auxiliares son elegidos por las comunidades de acuerdo a sus principios y tradiciones, y se reúnen con el alcalde municipal el primer domingo de cada mes, mientras que los Comités Comunitarios de Desarrollo y el Comité Municipal de Desarrollo organizan y facilitan la participación de las comunidades priorizando necesidades y problemas.

## Historia

### Época colonial
En 1540, el obispo de Guatemala Francisco Marroquín dividió la administración eclesiástica del valle central de Guatemala entre las tres órdenes regulares principales: dominicos, franciscanos y mercedarios;  estos últimos cambiaron sus curatos del valle por los dominicos tenían en la Sierra de Huehuetenango y que incluían a Ixchiguán. En 1690, Ixchiguán era parte de Tejutla, la cual comprendía los modernos municipios de: Comitancillo, Tajumulco, Concepción Tutuapa, Sipacapa, Sibinal, Tacaná y parte de San Miguel Ixtahuacán.
La corona española se enfocó en la catequización de los indígenas; las congregaciones fundadas por los misioneros reales en el Nuevo Mundo fueron llamadas «doctrinas de indios» o simplemente «doctrinas». Originalmente, los frailes tenían únicamente una misión temporal: enseñarle la fe católica a los indígenas, para luego dar paso a parroquias seculares como las establecidas en España; con este fin, los frailes debían haber enseñado los evangelios y el idioma español a los nativos. Ya cuando los indígenas estuvieran catequizados y hablaran español, podrían empezar a vivir en parroquias y a contribuir con el diezmo, como hacían los peninsulares. Pero este plan nunca se llevó a cabo, principalmente porque la corona perdió el control de las órdenes regulares tan pronto como los miembros de estas se embarcaron para América; además, los indígenas nunca llegaron a entender el catolicismo correctamente porque los frailes no pudieron traducirlo correctamente a los complejos lenguajes indígenas. Por otra parte, los misioneros solamente atendieron a la autoridad de sus priores y provinciales, y no a la de las autoridades españolas ni a las de los obispos; los provinciales de las órdenes, a su vez, únicamente rendían cuentas a los líderes de su orden y no a la corona.

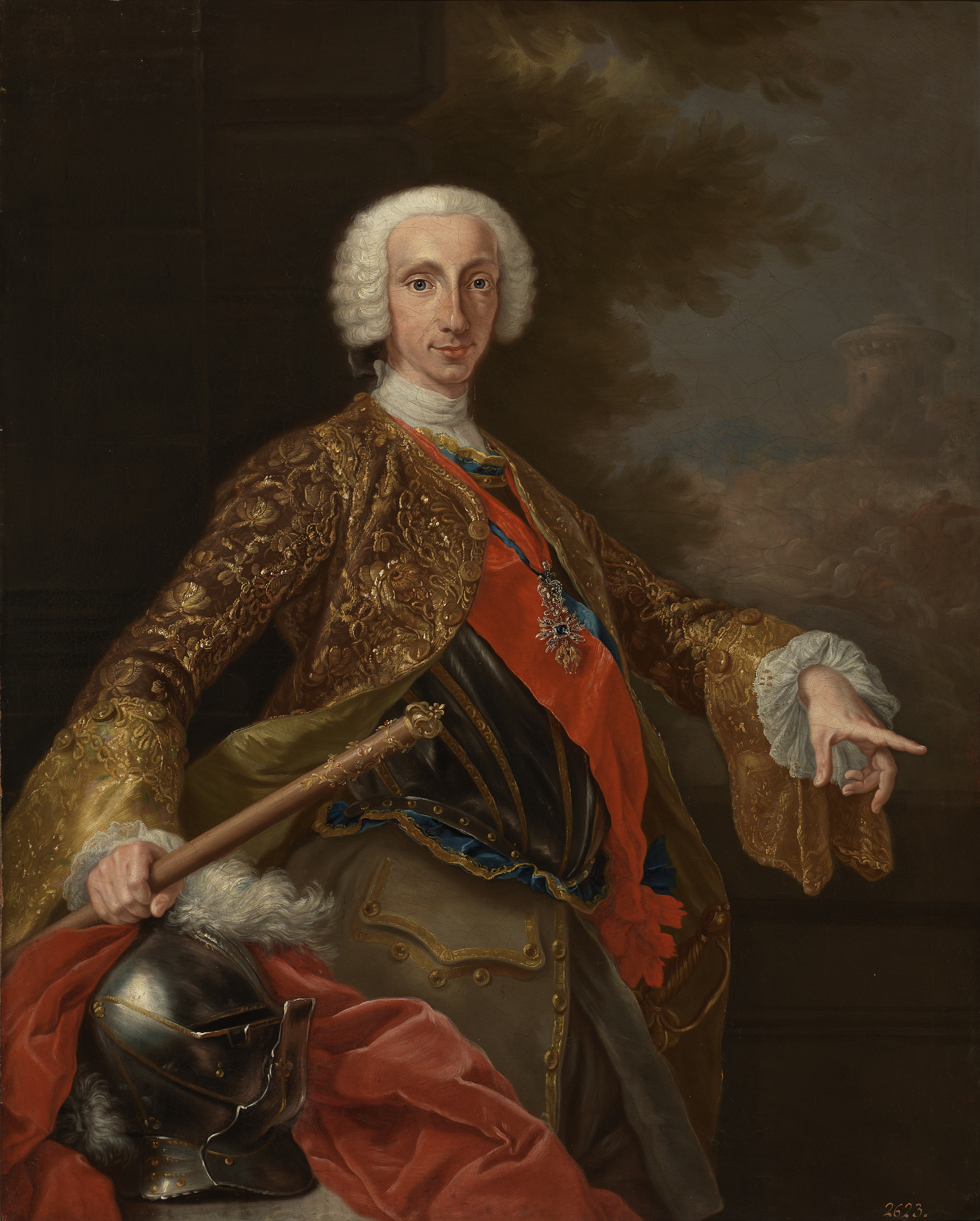
Rey Carlos III de España, promotor de las reformas borbónicas.

Las doctrinas fueron fundadas a discreción de los frailes, ya que tenían libertad completa para establecer comunidades para catequizar a los indígena; estas doctrinas crecieron sin control y nunca pasaron al control de parroquias. Se formaron alrededor de una cabecera en donde tenían su monasterio permanente los frailes y de dicha cabecera salían a catequizar o visitar las aldeas y caseríos que pertenecían a la doctrina, y que se conocían como anexos, visitas o pueblos de visita. La administración colectiva por parte del grupo de frailes eran la característica más importante de las doctrinas ya que garantizaba la continuación del sistema de la comunidad en caso falleciese uno de los dirigentes. Los  frailes mercedarios tenían a su cargo nueve doctrinas, y todos sus anexos, que eran: Santa Ana de Malacatán, Concepción de Huehuetenango, San Pedro de Solomá, Nuestra Señora de la Purificación de Jacaltenango, Nuestra Señora de la Candelaria de Chiantla, San Andrés de Cuilco, Santiago de Tejutla, San Pedro de Zacatepeques, y San Juan de Ostuncalco.
En 1754, en virtud de una Real Cédula parte de las Reformas Borbónicas, todos los curatos de las órdenes regulares fueron traspasados al clero secular; y luego, en 1765 se publicaron las reformas borbónicas de la Corona española, que pretendían recuperar el poder real sobre las colonias y aumentar la recaudación fiscal. De esta forma, la corona española estableció una política tendiente a disminuir el poder de la Iglesia católica, el cual hasta ese momento era prácticamente absoluto sobre los vasallos españoles; esta política de disminución de poder de la iglesia se basaba en la Ilustración y tenía seis puntos principales, entre los que destacaba una crítica al papel de la Iglesia dentro de la sociedad y de sus organismos derivados, sobre todo de las cofradías y hermandades. Los  mercedarios de  Guatemala entregaron sus doctrinas al clero secular, con casi treinta y tres mil indios de la sierra, todos bautizados e instruidos en la fe católica. El área de Tejutla fue un importante centro comercial y religioso; en agosto de 1767, Joseph Domingo Hidalgo describió a Santiago Tejutla como el Curato en la Gaceta de Guatemala. En el último cuarto del siglo xviii, el obispo Dr. Pedro Cortés y Larraz, quien llegó procedente de Cuilco en 1770 como parte de su inspección de la diócesis guatemalteca, reportó que en ese entonces existían «sesenta y cuatro familias de muy buen vivir» en el lugar.

### Época independiente

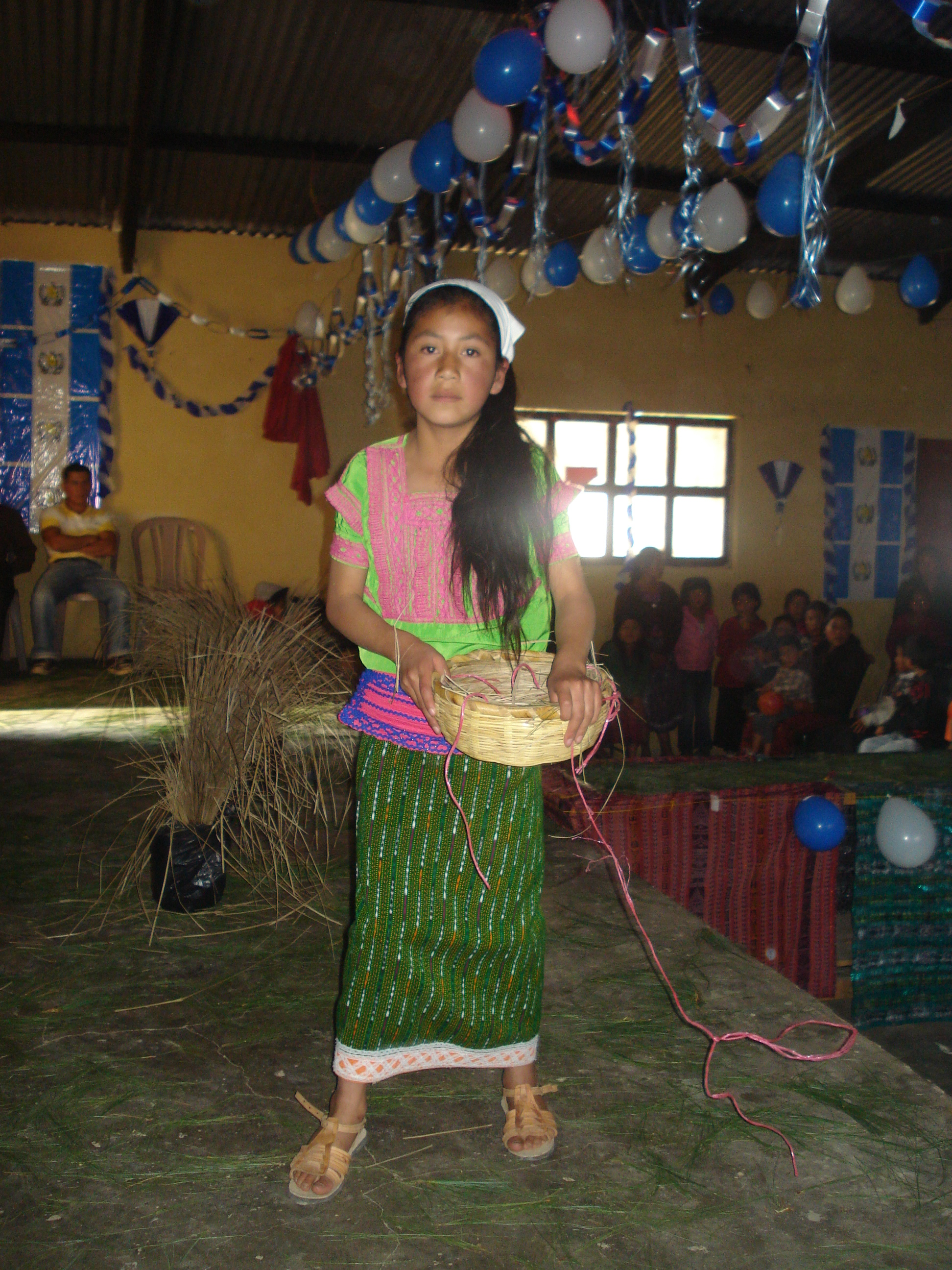
Traje utilizado en las regiones bajas del municipio de Ixchiguán.

En la Constitución Política de la Provincias Unidas del Centro de América, decretada el 11 de octubre de 1821, Tejutla apareció por primera vez adscrita a la moderna cabecera departamental de San Marcos; Ixchiguán era poblado de Tejutla.

### El efímero Estado de Los Altos
A partir del 3 de abril de 1838 San Miguel Ixtahuacán fue parte de la región que formó el efímero Estado de Los Altos y que forzó a que el Estado de Guatemala se reorganizara en siete departamentos y dos distritos independientes el 12 de septiembre de 1839:
- Departamentos: Chimaltenango, Chiquimula, Escuintla, Guatemala, Mita, Sacatepéquez, y Verapaz
- Distritos: Izabal y Petén[27]

La región occidental de la actual Guatemala había mostrado intenciones de obtener mayor autonomía con respecto a las autoridades de la ciudad de Guatemala desde la época colonial, pues los criollos de la localidad consideraban que los criollos capitalinos que tenían el monopolio comercial con España no les daban un trato justo.  Pero este intento de secesión fue aplastado por el general Rafael Carrera, quien reintegró al Estado de Los Altos al Estado de Guatemala en 1840.

### Tras la Reforma Liberal
El poder de Tejutla se desmoronó con el triunfo de la Reforma Liberal en 1871; cuando los liberales liderados por Miguel García Granados y Justo Rufino Barrios tomaron el poder, iniciaron una política tensa con la Iglesia Católica, que terminó con la expulsión y expropiación de bienes de las órdenes regulares y con la eliminación del diezmo obligatorio, para ahogar al clero secular.  Tejutla se quedó así sin el soporte económico de su curato, que hasta entonces habían sido su principal soporte económico y administrativo.
El municipio Ixchiguán fue instituido el 9 de agosto de 1933 por el gobierno del general Jorge Ubico Castañeda.

### sigloXXI: conflicto territorial con Tajumulco
Ixchiguán, por su proximidad a la frontera con México, se ha visto envuelto en actividades de narcotráfico, principalmente trasiego de cargamentos de estupefacientes y plantaciones de amapola y marihuana que son erradicadas con cierta frecuencia por las autoridades guatemaltecas.  También se ha caracterizado por conflictos limítrofes con el vecino municipio de Tajumulco los que se han visto agravados por la influencia de los contrabandistas y narcotraficantes.
Los combates contra lo pobladores de Tajumulco escalaron y el 11 de mayo de 2017 el gobierno guatemalteco se vio obligado a decretar el estado de sitio en la región, luego de que trascendió el secuestro de diecisiete agentes de la Policía Nacional Civil; cuando el Ejército se presentó en el área encontró que había infraestsructura militar construida en los municipios tanto de Tajumulco como de Ixchiguán, que incluían paredones de hormigón, retenes con bolsas de arena y túneles que llevan a sótanos reforzados para protegerse de bombardeos y ataques.  Los militares guatemaltecos también encontraron evidencia de armamentos de alto poder y de tácticas de ataque sofisticadas que incluían lanzamiento de llantas incendiadas desde lo alto de Tajumulco hacia Ixchiguán.
El gobierno de Guatemala informó que los combates se deben a enfrentamientos entre carteles mexicanos rivales que se disputan el territorio para la plantación de amapola, que es el principal ingrediente para la heroína, droga que en los últimos años se ha popularizado considerablemente en todos los Estados Unidos.

## Economía

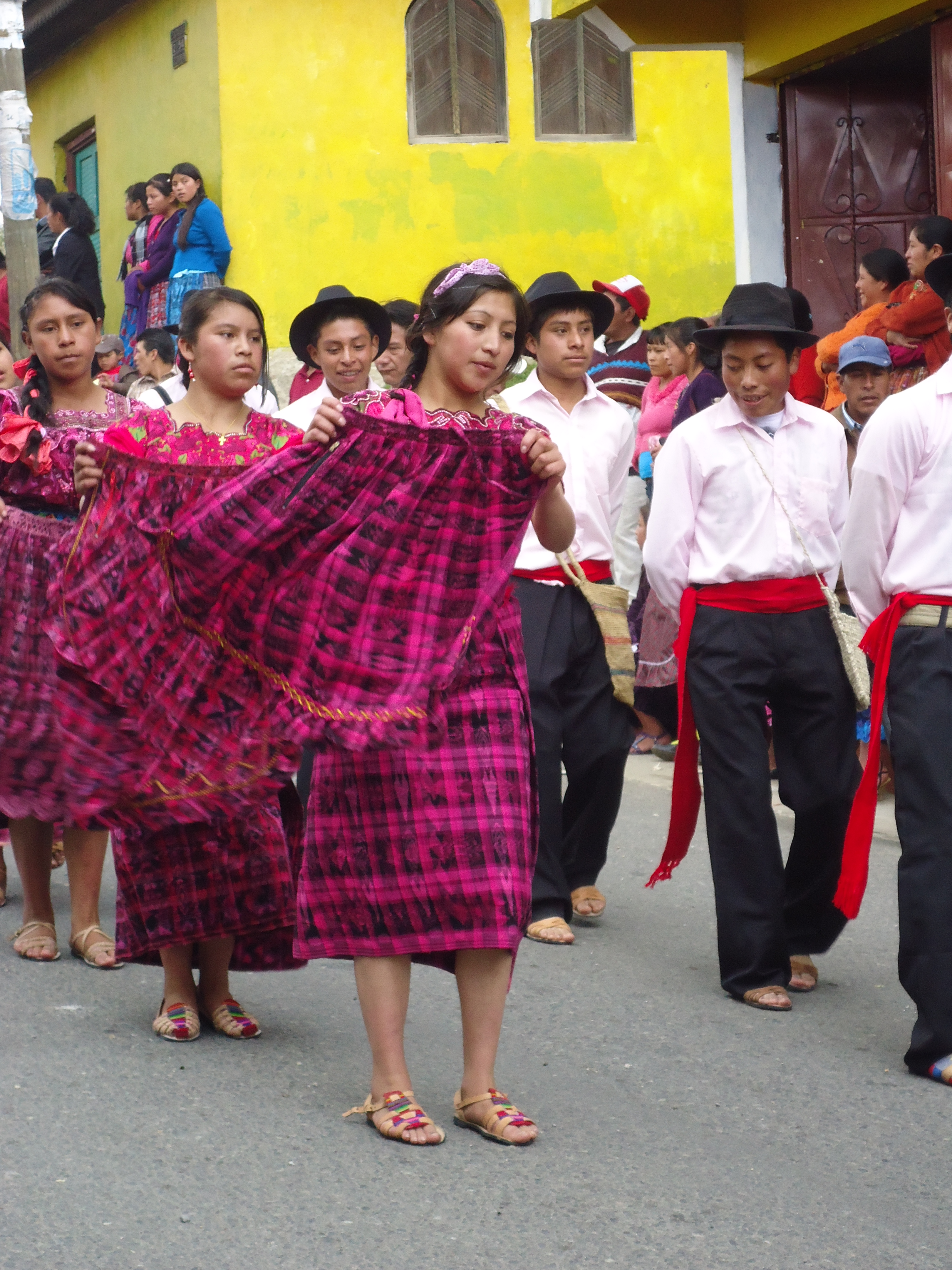
El comercio de ropa típica es también el medio de subsistencia de muchas personas en el municipio.

La población del municipio de Ixchiguán se dedica principalmente al cultivo de la papa, de la cual existen varias especies, tanto para el consumo como para el comercio. En algunas aldeas del municipio se cosecha hasta tres veces por año mientras en otras donde el frío es más intenso, solo una vez. Además se cultiva maíz y varias hortalizas adaptadas al clima frío.

## Idioma
En el municipio se habla el idioma mam, y en dos poblaciones se habla el idioma k'ich'e, ambos pertenecientes al grupo de lenguas mayenses. En el siglo XX, muchos de sus habitantes emigraron a Worthington, en Minnesota (Estados Unidos), ciudad que es considerada como el centro de los mames en los Estados Unidos. La educación en el idioma materno está tomando relevancia en los últimos tiempos, pues en las escuelas se está priorizando la educación en el idioma mam.

## Costumbres y tradiciones

### Fiestas
Sus fiestas se celebran en honor de San Cristóbal de Jesús en el mes de julio, la fiesta más grande del municipio, y la fiesta de Jesús Nazareno, el quinto domingo de Cuaresma. En las fiestas aún persiste sincrestismo con la religiosidad indígena con características de la cultura española, pues en dichas fiestas se comparte con toda la población una bebida ancestral llamada Xtxu' en idioma mam elaborada a base de maíz y condimentada con ceniza y otras especies que lo hacen tener un sabor único y exótico.

### Traje Típico

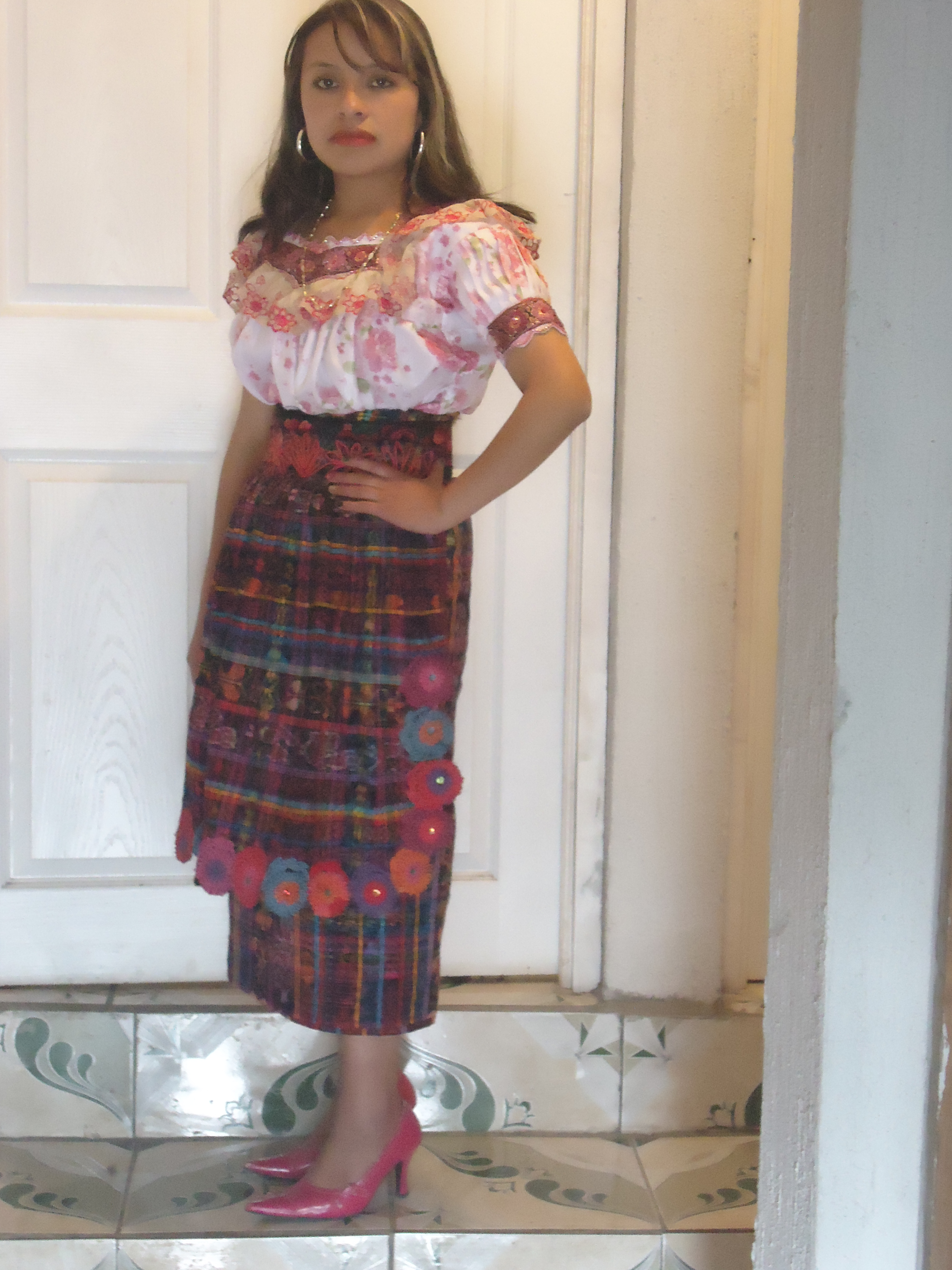
Traje típico usado actualmente en el municipio de Ixchiguán.

Algunas comunidades del municipio conservan un traje maya con ornamentos y estilos indígenas antiguos en cuanto a su diseño. El traje está constituido por un güipil sencillo, pero su adorno es muy complejo ya que consta de puntadas finas cosidas manualmente, un delantal pequeño y bordado simple y un corte con orillas ornamentadas con triángulos. En muchas otras comunidades con climas más fríos, el traje utilizado comparte características de otros departamentos, especialmente de Totonicapán y Quiché.